# Xinqian (sockenhuvudort i Kina, Zhejiang Sheng, lat 28,66, long 121,21)
Xinqian (kinesiska: 新前, 新前街道) är en sockenhuvudort i Kina. Den ligger i provinsen Zhejiang, i den östra delen av landet, omkring 200 kilometer sydost om provinshuvudstaden Hangzhou. Antalet invånare är 55 718. Befolkningen består av 26 726 kvinnor och 28 992 män. Barn under 15 år utgör 32 %, vuxna 15-64 år 76 %, och äldre över 65 år 8,0 %.
Runt Xinqian är det mycket tätbefolkat, med 1 056 invånare per kvadratkilometer. Närmaste större samhälle är Luqiao, 18,4 km sydost om Xinqian. Trakten runt Xinqian består till största delen av jordbruksmark.
Genomsnittlig årsnederbörd är 2 144 millimeter. Den regnigaste månaden är augusti, med i genomsnitt 395 mm nederbörd, och den torraste är januari, med 73 mm nederbörd.